# Ctenucha latreilliana
Ctenucha latreilliana là một loài bướm đêm thuộc phân họ Arctiinae, họ Erebidae.